# La Colère de la momie
La Colère de la momie (du nom original : Return of the Mummy - ce qui signifie littéralement Retour de la momie) est un roman fantastique et horrifique américain pour la jeunesse de la collection de livres Chair de poule écrite par R. L. Stine. Il est également la suite directe d'un roman précédent de la collection, La Malédiction de la momie, reprenant notamment les mêmes personnages principaux.
C'est le 22e livre de la série en France, paru le 15 novembre 1996, et le 23e de la série originale aux États-Unis, publié en septembre 1994.
Ce roman a, par la suite, été adapté en épisode pour la série télévisée éponyme Chair de poule.

## Résumé
Gabriel est en vacances en Égypte, avec son oncle Ben Hassad, un archéologue, et sa cousine Sari. Son oncle travaille dans une pyramide, et pense avoir trouvé l'entrée du tombeau de Khor-Ru, cousin de Toutankhamon. Ils trouvent d'incroyables richesses dans ce tombeau, ainsi que le (petit) corps momifié du défunt prince. Oncle Ben leur cite une incantation et leur affirme que, si on la répète 5 fois, la momie reviendra à la vie. Gabriel, pour tenter de faire peur à sa cousine (qui adore l'effrayer dès qu'elle le peut), répète 5 fois cette formule devant elle. Plus tard, la momie a disparu, et on ne l'a plus revue.

## Couverture du livre français
La première illustration de couverture (réalisée par Henri Galeron), utilisée pour toutes les éditions de 1996 à 2024, représente une momie sortant de son sarcophage, vue du dessus. La momie a le corps recouvert de bandelettes, un visage squelettique, une bouche souriante et 2 bandelettes sur la tête qui ressemble à des cornes d'animaux. Le sarcophage est décoré avec un motif de faucon, des bras dessinés tenant des sceptres de pharaon et un visage sans physionomie avec des yeux. On peut noter que la momie représentée est très similaire à celle illustrant La Malédiction de la momie, bien que le sarcophage soit très différent.
La deuxième illustration de couverture (réalisée par Servane Altermatt et Paul-Émile Boucher), utilisée à partir de 2024, représente une momie sortant d'un sarcophage couvert de scorpions, vue du côté. La momie (dont seuls la tête et les bras sont visibles), est recouverte de bandelettes laissant voir sa peau grise. Ses yeux sont blancs et elle semble sourire.

## Sous-titre français
Le sous-titre français du livre est : Sarcophage maudit.

## Adaptation télévisée
Ce livre a bénéficié d'une adaptation télévisée dans la série télévisée Chair de poule. 

### Numérotation et titre
L'épisode est le neuvième de la série, diffusé lors de la première saison. Il a été diffusé pour la première fois aux États-Unis le 22 décembre 1995.
Le titre original de l'épisode est exactement le même que celui du livre, tout comme le titre français.